# Carcharodus
Carcharodus là một chi bướm ngày thuộc họ Bướm nâu.

## Các loài
- Carcharodus alceae Esper, 1780
- Carcharodus tripolina Verity, 1925
- Carcharodus lavatherae Esper, 1783
- Carcharodus baeticus Rambur, 1840
- Carcharodus floccifera Zeller, 1847
- Carcharodus orientalis Reverdin, 1913
- Carcharodus stauderi Reverdin, 1913
- Carcharodus dravira Moore, 1875

## Hình ảnh

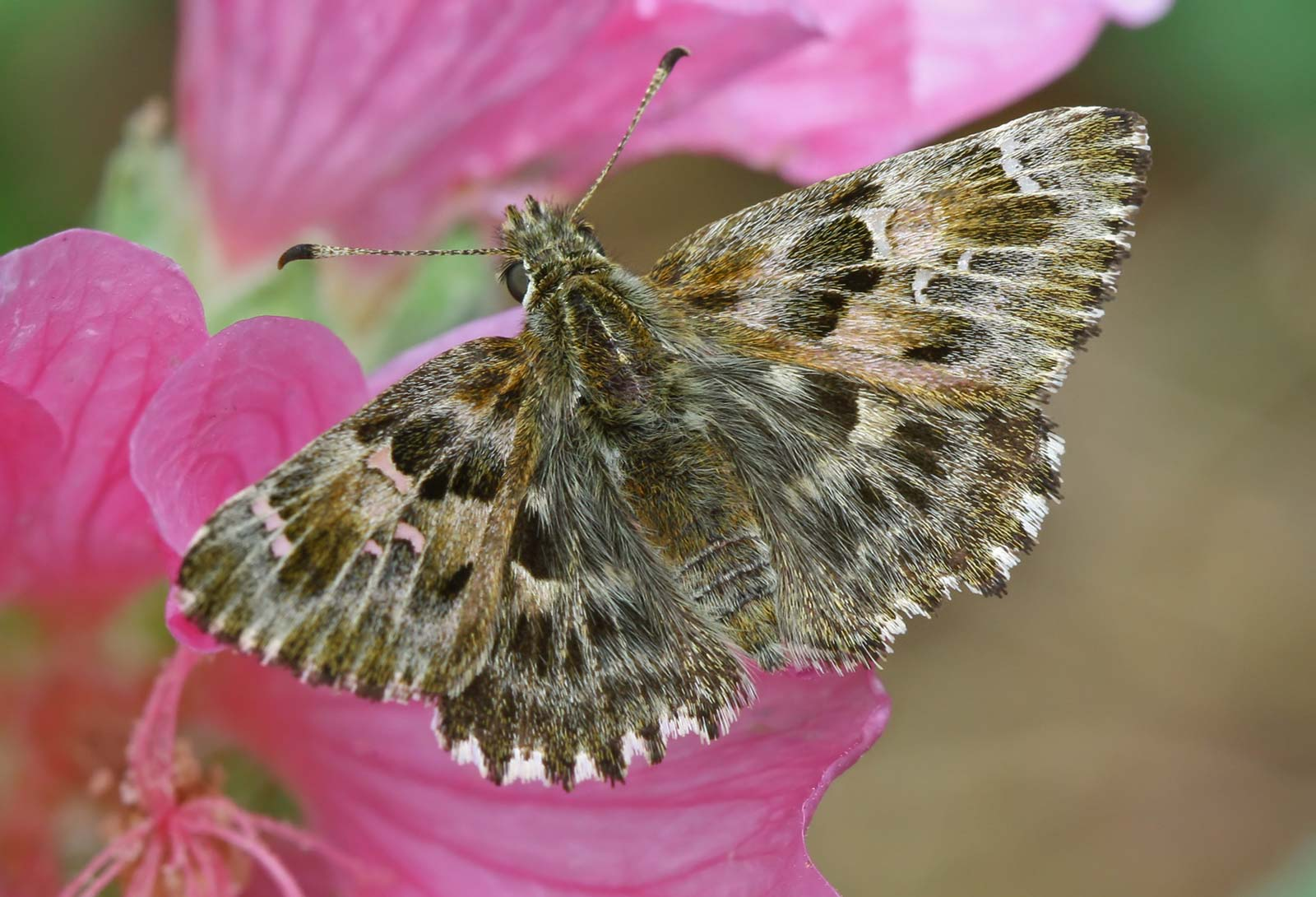
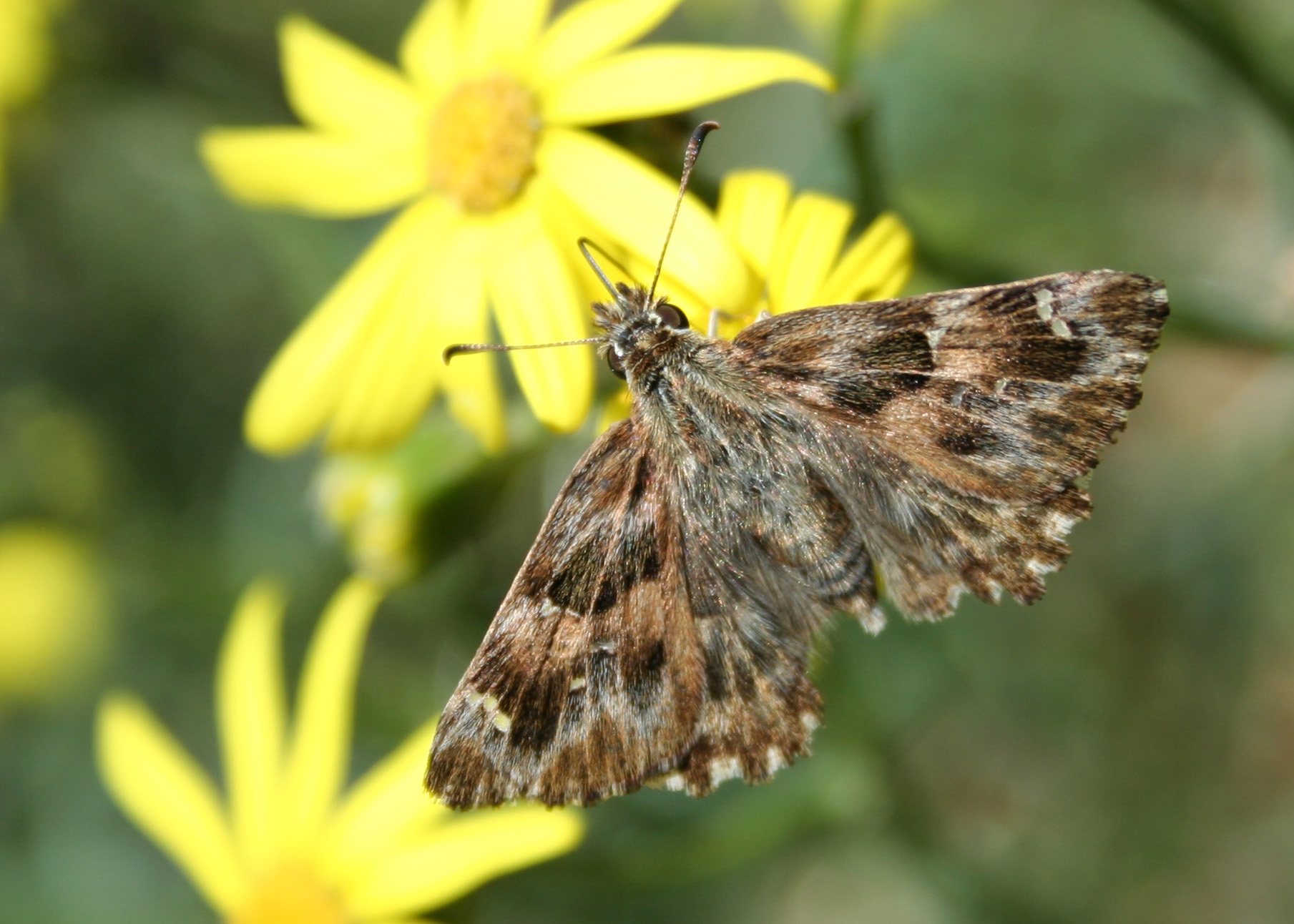
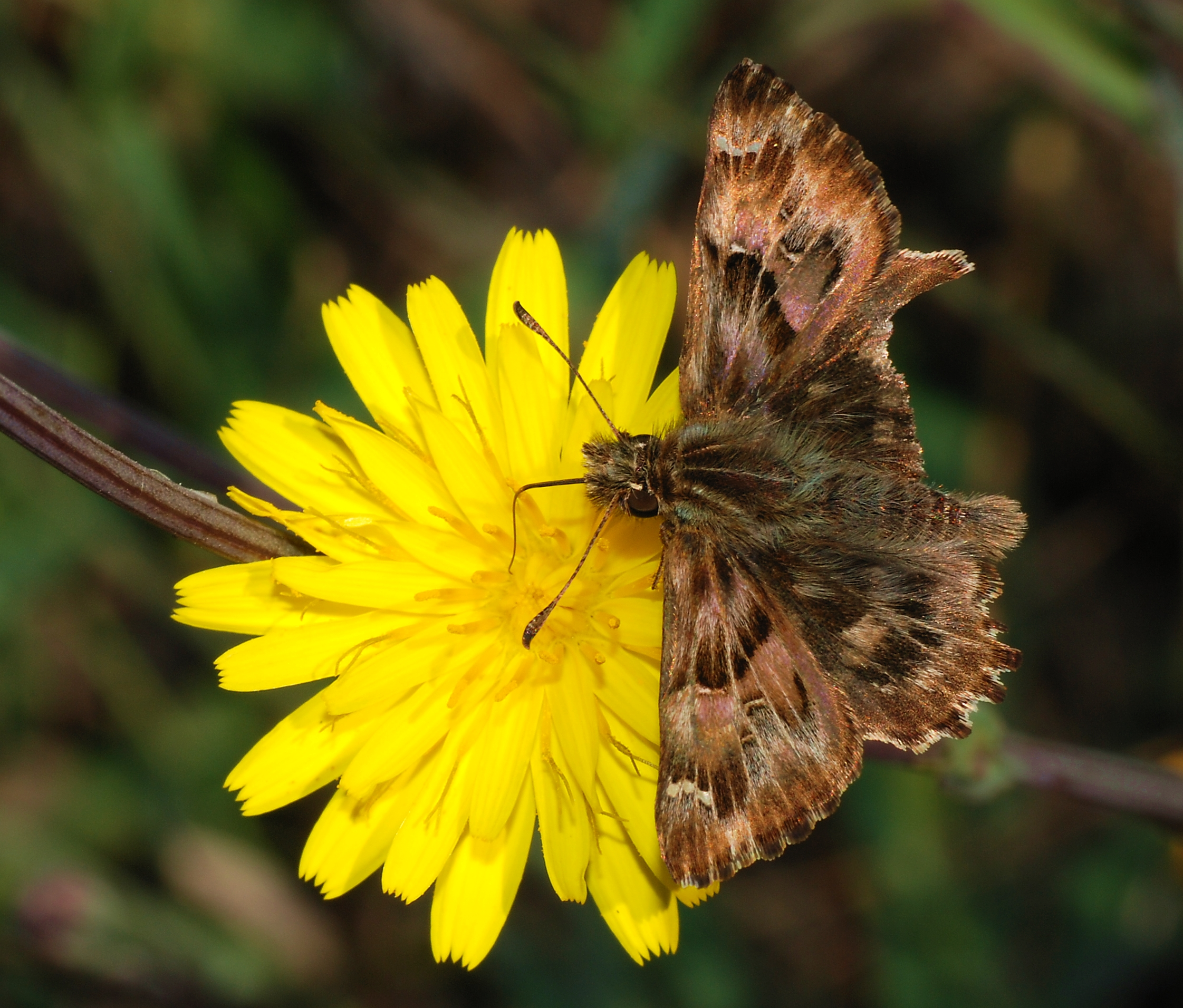
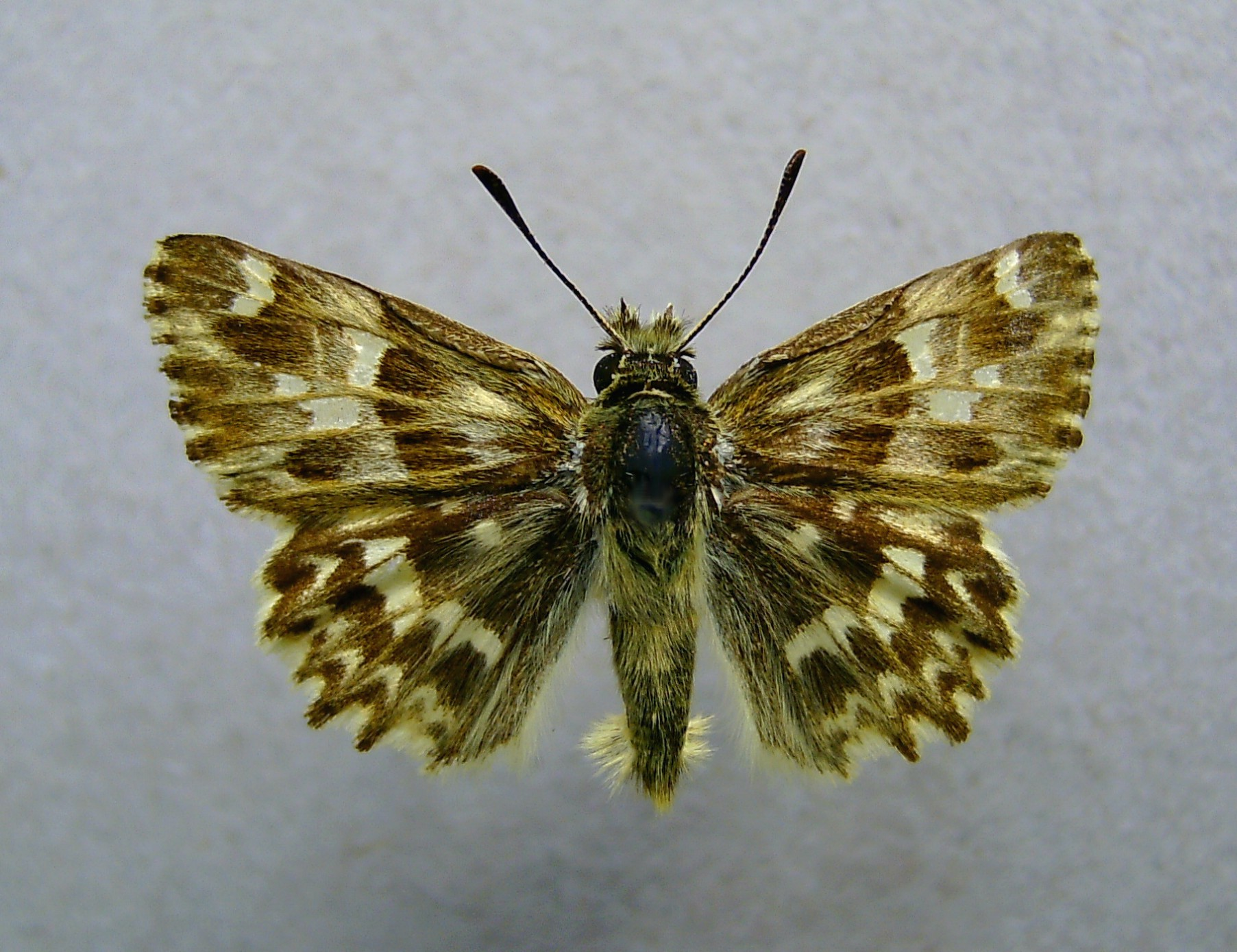